# رالف ريتشاردز
رالف ريتشاردز (بالإنجليزية: Ralph Richards)‏ هو سياسي أمريكي، ولد في 2 نوفمبر 1809، وتوفي في 23 فبراير 1883. حزبياً، نشط في الحزب الجمهوري. وقد انتخب عضو جمعية ولاية نيويورك وانتخب عضو مجلس ولاية نيويورك.